# Шутнерово
Шутне́рово (рос. Шутнерово, чув. Кармал) — село у складі Козловського району Чувашії, Росія. Входить до складу Андрієво-Базарського сільського поселення.
Населення — 103 особи (2010; 146 у 2002).
Національний склад:
- чуваші — 94 %